# Tripolitaine

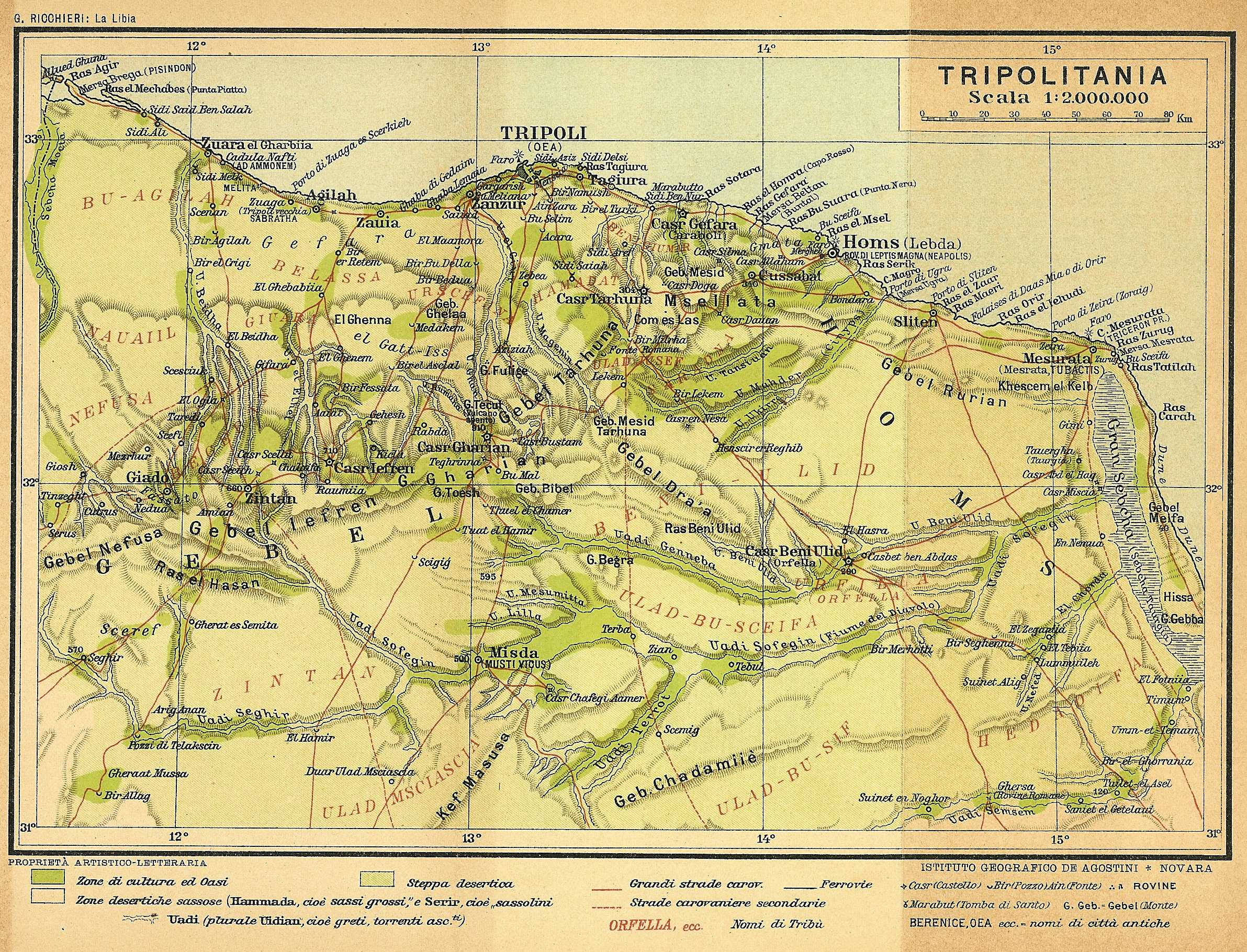
Carte italienne de 1913 de la Tripolitaine.

La Tripolitaine (en arabe : طرابلس, transcrit Ṭrābls ;en Berbère : ⵜⴰⵕⴰⴱⵓⵍⵟⴰⵏⵢⴰ, en italien : Tripolitania ; en latin : Regio Tripolitana ; en grec ancien : Τριπολιτάνια) est une région historique de la Libye.
Son nom, qui signifie « trois villes » en grec ancien, vient d'Oea, Leptis Magna et Sabratha, les trois villes les plus importantes de la région depuis l'Antiquité. La Tripolitaine a ensuite donné son nom à Tripoli, appellation moderne d'Oea.

## Géographie
Successivement la Tripolitaine correspond à :
- un territoire Libyque ;
- une partie du territoire Carthaginois ;
- un territoire de l'Afrique romaine, faisant partie de la Province d'Afrique depuis -146 av J.-C., promu au rang de province lors de la partition de l'Afrique proconsulaire en 303 (voir plus bas) ;
- une partie du royaume vandale, de 439 à 533 ;
- une possession byzantine, à partir de 533 ;
- une partie des califats omeyyade et abbasside, du VIIe siècle au XIIIe siècle ;
- une partie de l'émirat aghlabide ;
- une partie du califat fatimide ;
- une partie du territoire ziride ;
- une partie du califat almohade ;
- une partie du califat hafside ;
- un territoire ottoman de 1551 à 1912 (la Régence de Tripoli) ;
- un théâtre de la guerre italo-turque (1911-1912) ;
- une colonie italienne de 1912 à 1943 (quoique presque entièrement reconquise par les Turcs au cours de la Première Guerre mondiale) ;
  - un État indépendant de 1918 à 1922 (République de Tripolitaine) ;
- le théâtre de la guerre du Désert de 1942-1943 ;
- un territoire sous administration britannique de 1943 à 1951 ;
- une province de la Libye indépendante fédérale, dotée d'une assemblée et d'un gouvernement de 1951 à 1963 ;
- la région est en proie aux luttes de clans. Pour preuve le siège du Conseil national de transition (CNT) a été attaqué à Tripoli le 10 avril 2012 par d'anciens rebelles. Ce gouvernement provisoire, accusé de corruption, est pour l'instant incapable de pacifier le pays[1].

## Tripolitaine (province romaine)
La Regio Syrtica désigne une frange côtière à l'Est du golfe des Syrtes (Tunisie actuelle), comprenant principalement les trois villes portuaires (d'origine phénicienne, grecque, carthaginoise) de Leptis Magna, Oea (actuelle Tripoli) et Sabratha, mais aussi Gergis (Zarzis), Gigthis, Tacape, Zita (Henchir Ziane).
Vers 250, elle est renommée Regio Tripolitana en raison des trois importantes villes portuaires.

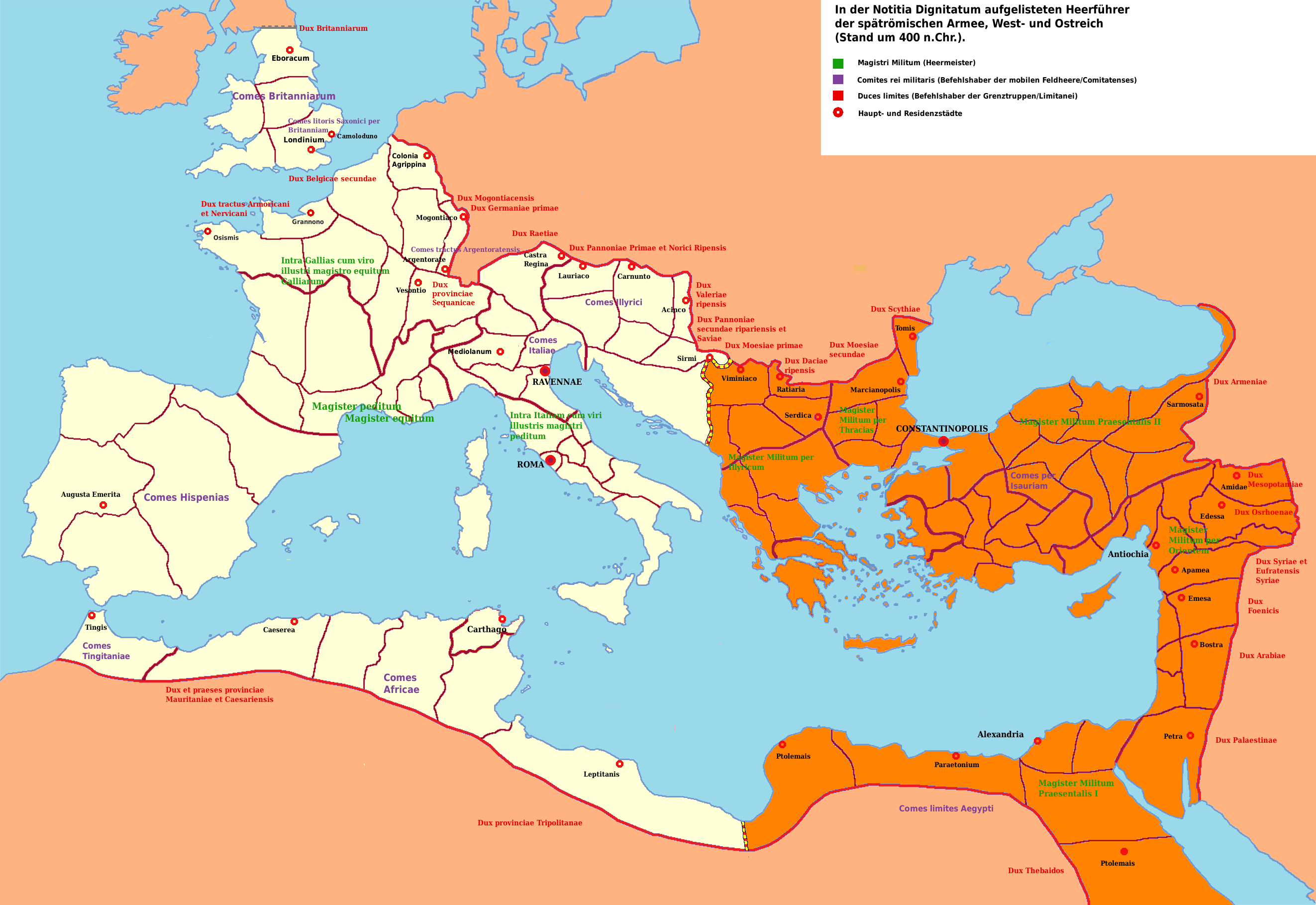
Comes/Dux selon les provinces (Empire romain d'Ociident ou d'Orient) romaines
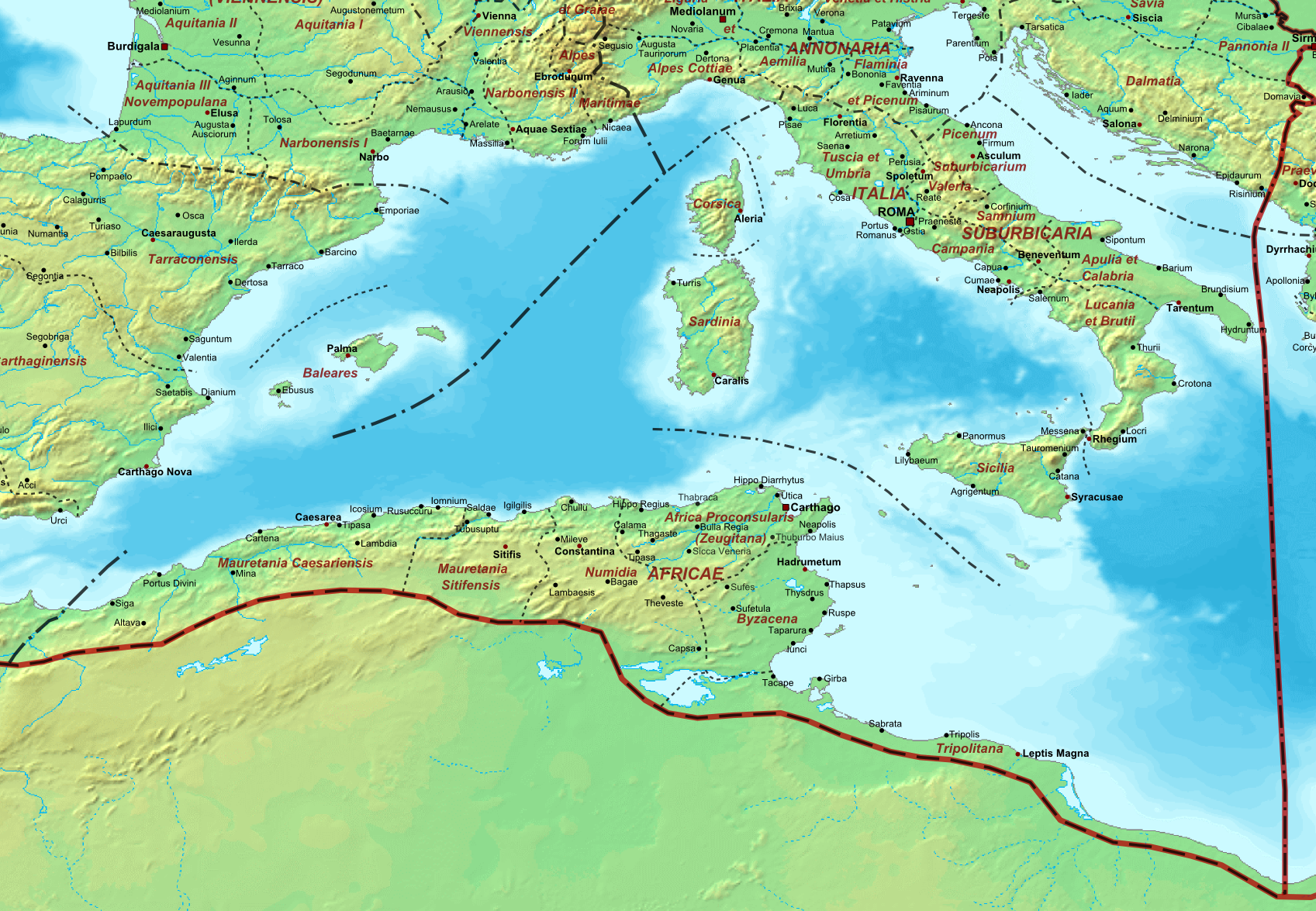
Diocèse d'Afrique, 400
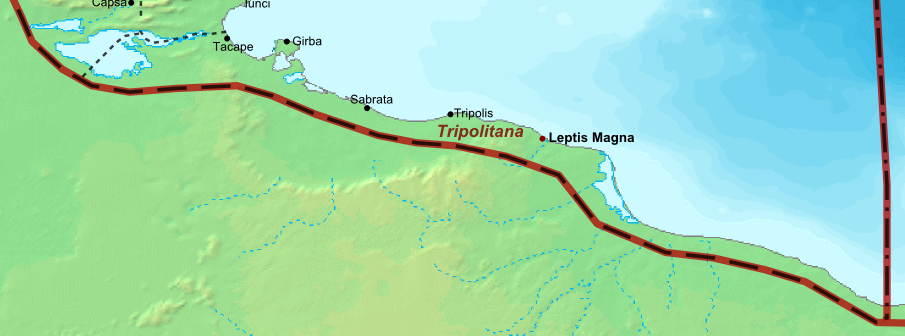
Tripolitaine, 400
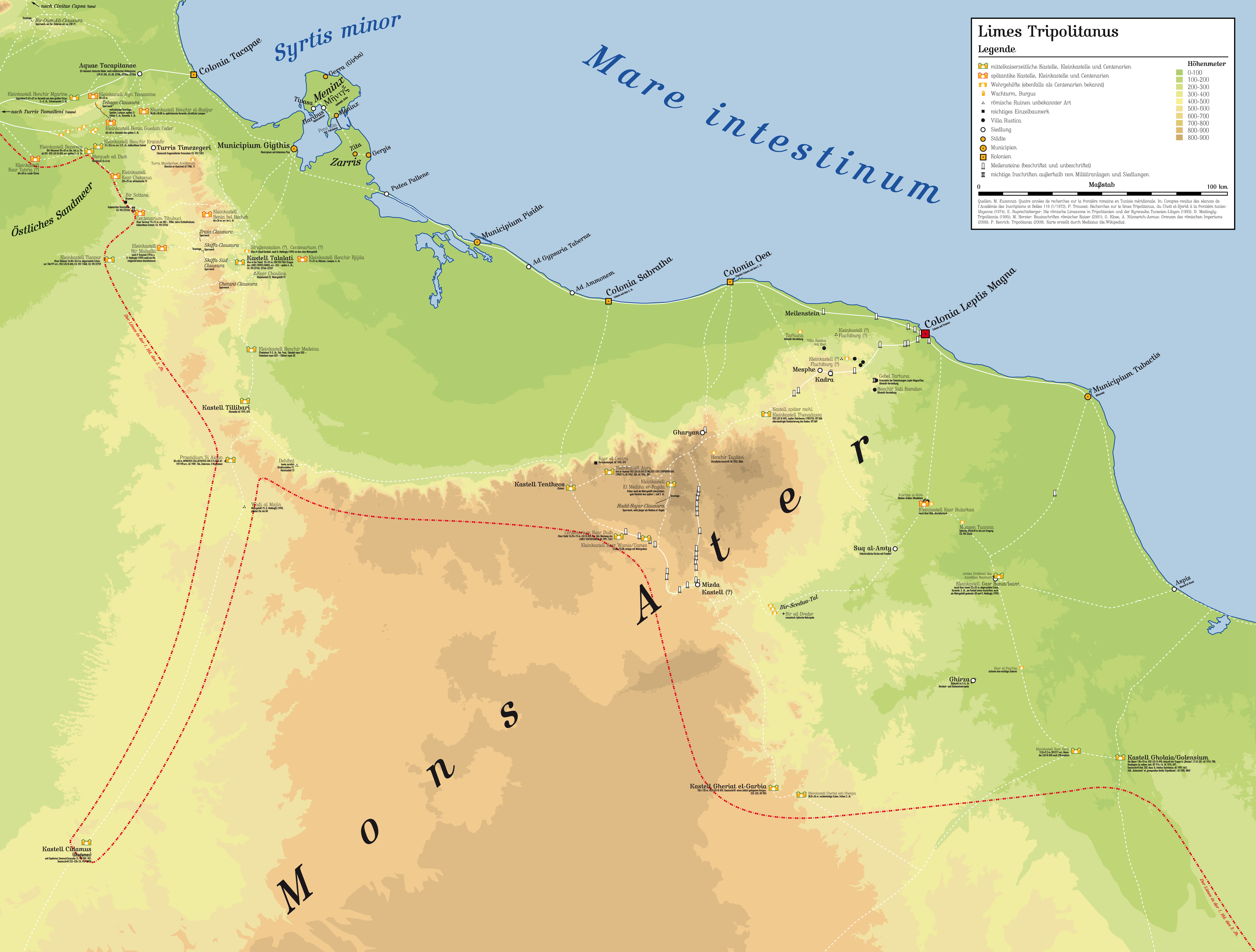
Limes Tripolitanus
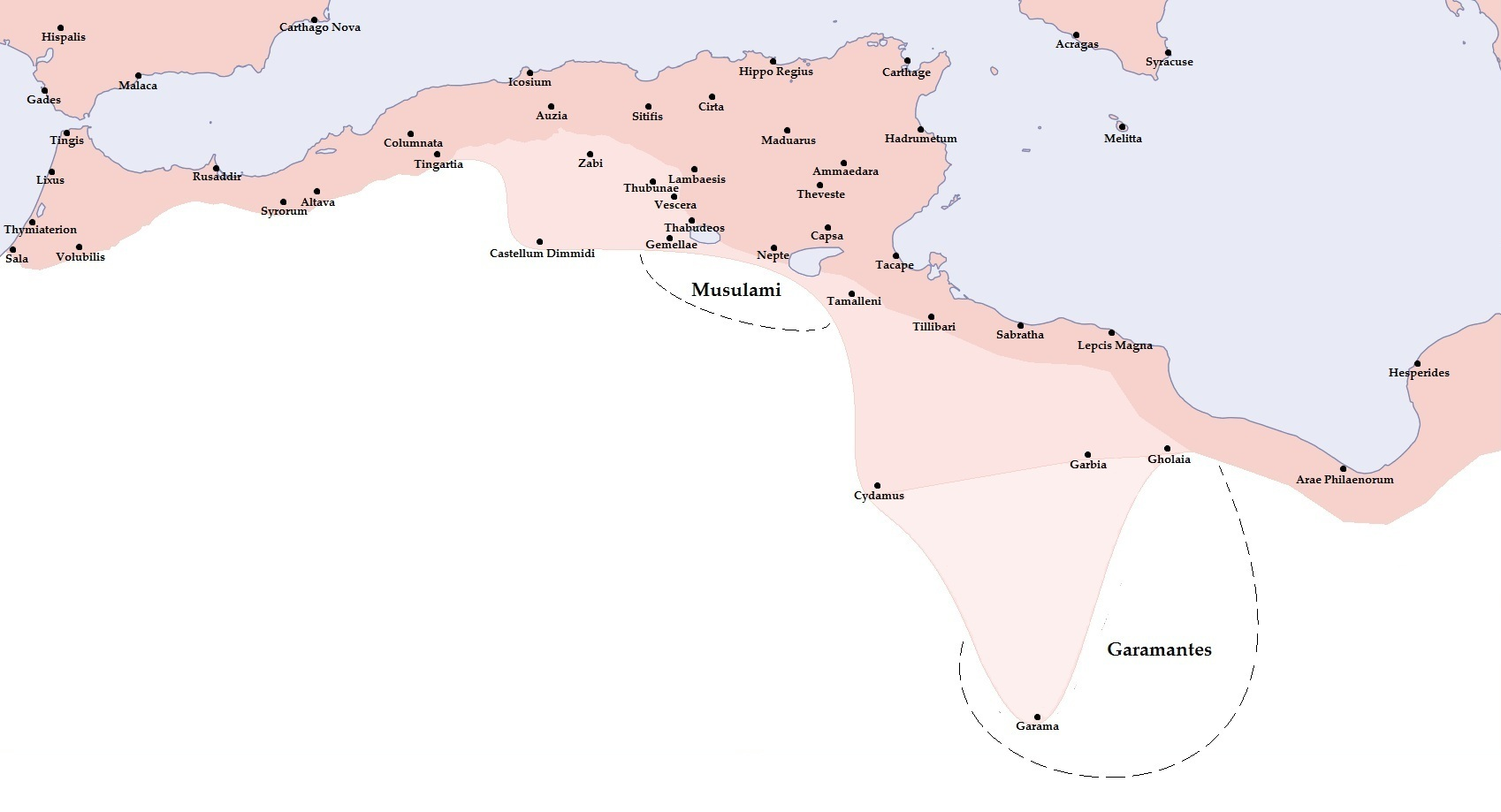
Expansion des frontières à l'époque de Septime Sévère, vers 200

- Libye antique, Libyens anciens

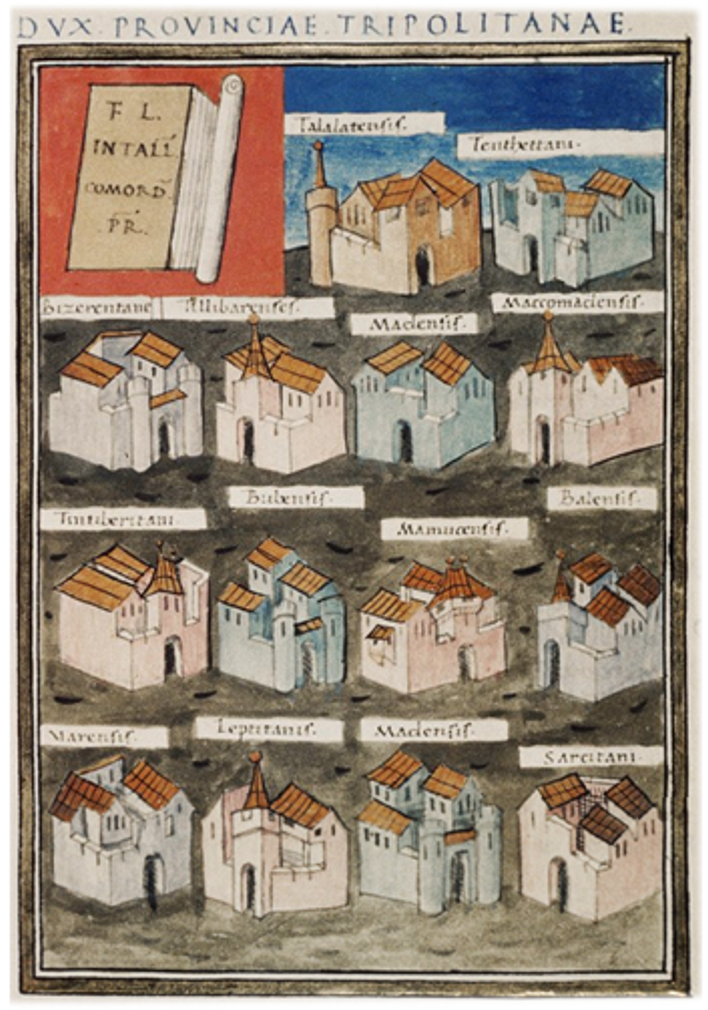
Emblème de la province de Trapolitaine, dans les Notitia dignitatum

- Berbères, histoire des Berbères, langues berbères (du Nord, de l'Est)
- Numides (peuples) (en) (Massyles, Massæsyles)
- Carthage, civilisation carthaginoise
- Colonisation grecque
- Liste des ports antiques
- Guerres puniques (264-146), première guerre punique (264-241)
- Province d'Afrique proconsulaire (de -146 à 429/535, 593-698), capitale Utique puis Carthage
- Libye antique, Libye à l'époque romaine
- Piraterie en Méditerranée antique, Lex Gabinia (-67), guerre des pirates de Pompée (-67)
- Tripolitaine (province romaine) (en)
- Dux provinciae Tripolitanae (de)
- Systèmes défensifs de l'Afrique romaine
- Limes Tripolitanus, principalement contre les Garamantes du Fezzan
- Liste des noms latins des villes d'Afrique
- Région orientale de Libye (passant sous contrôle de l'Empire byzantin, diocèse d'Égypte) : Cyrénaïque, Crète et Cyrénaïque (province romaine de -67/20 à +297, capitale Gortyne, Crète), puis
  - Cyrénaïque, ou Libya superior, ou Pentapole de Libye, ou (Pentapole de Cyrénaïque (it)) (Cyrène, Bérénice, Arsinoé, Apollonia, Ptolémaïs)
  - Marmarica (Marmarique romaine) (Libya sicca, Libya inferior) : voir  Marmarique (Barqa, Boreum, Cyrène, Dystis, Erythrum, Olbia, Paraetonium (Marsa Matruh, Antipyrgion (Tobrouk)...)
- Itinerarium, Itinéraire d'Antonin, Table de Peutinger, Périple du Pseudo-Scylax
- Liste de gouverneurs de Tripolitaine et de Byzacène[3]
- Christianisme en Afrique romaine, christianisme au Maghreb d'époque romaine, "Tripolitaine" (à partir de Carthage), "Cyrénaïque" (à partir d'Alexandrie), Coptes de Libye
- Déclin de l'Empire romain d'Occident en Afrique
- Notitia provinciarum et civitatum Africae (484/490)
- Royaume vandale d'Afrique (429/435-534)
- Royaume de Tripoli (480c-550c, Cabaon), expédition vandale en Tripolitaine de 523)
- Bélisaire (500-565), Jean l'Arménien, Solomon (gouverneur)
- Guerre des Vandales (533-534), Gélimer (dernier roi vandale, 530-534)
- Préfecture du prétoire d'Afrique (534-591, Empire byzantin)
- Liste de forteresses et fortifications au Maghreb byzantin (en)
- Exarchat de Carthage (591-698)
- Conquête musulmane du Maghreb (647-709)
- Ifriqiya (Constantinois, Tunisie, Tripolitaine)
- Liste du patrimoine mondial en Libye

## Période médiévale (repères)
- Conquête musulmane du Maghreb (647-709)
- Ifriqiya
- Tripolitaine et Cyrénaïque sous dominations musulmane (en) (650c-1510)
  - Califat omeyyade (661-750), Califat abbasside (750–1258/1517), Ikhchidides (935-969), Califat fatimide (909-1171)
  - Croisades (1095-1291), États latins d'Orient, Royaume d'Afrique (1135-1160, sicilo-normand, en Tunisie et Ouest-Tripolitaine)
  - Sultanat ayyoubide (1171–1341), Sultanat mamelouk d'Égypte (1250-1517)

## Époque moderne (repères)
- Empire ottoman (1299-1922), Échelles du Levant, Compagnie du Levant (1670-1693)

### XVIesiècle
- Tripolitaine espagnole (en) (1510-1530)
- Tripolitaine des Hospitaliers (en) (1530-1551), (Ordre de Saint-Jean de Jérusalem)
- Régence d'Alger (1516-1830)
- Régence de Tripoli (1551-1911) : Eyālet-i Trâblus Gârb (1551-1912), Vilâyet-i Trâblus Gârb (1864-1912), Dynastie karamanli (1711-1835)
- Régence de Tunis (1574-1705)
- Barbaresques, Côte des Barbaresques, Corso (piraterie), Traite des esclaves de Barbarie
- Guerres barbaresques (1801-1815), blocus de Tripoli (1804), bataille de Derna (1805)
- Sandjak de Benghazi (1875-1892)

### XXesiècle
- Guerre italo-turque (1911-1912), Libye italienne (1911-1943/47)
- Campagne de Libye (1913-1921) (it)
- République de Tripolitaine (1918-1922)
- Émirat de Cyrénaïque (1919–1922, 1949–1951), Famille Al-Sanoussi
- Génocide de Libye (1929-1934) (en)
- Campagne d'Afrique du Nord (Seconde Guerre mondiale), Siège de Tobrouk (1941), capture de Tobrouk (1941), capture de Tobrouk (1942), opération Daffodil (it) (1942)
- Administration militaire britannique (Libye) (1943-1951), Territoire du Fezzan (1943-1951)
- Royaume de Libye (1951-1969)
- Jamahiriya arabe libyenne (1969-2011)

### XXIesiècle
- Première guerre civile libyenne (2011), Soulèvement de Derna
- Conseil national de transition (Libye) (2011-2012)
- Deuxième guerre civile libyenne (2014-2020)

## Découpage administratif actuel
| Chabiyat     | Chabiyat            | Chef-lieu                |
| ------------ | ------------------- | ------------------------ |
| سرت          | Syrte               | Syrte                    |
| مصراتة       | Misratah            | Misratah                 |
| المرقب       | Al Mourqoub         | Khoms                    |
| طرابلس       | Tripoli             | Tripoli                  |
| الجفارة      | Al Djfara           | El Azizia (Al 'Aziziyah) |
| الزاوية      | Az Zaouiyah         | Az Zaouiyah              |
| النقاط الخمس | An Nouqat al Khams  | Zouara                   |
| الجبل الغربي | Al Djabal al Gharbi | Gharyan                  |
| نالوت        | Nalout              | Nalout                   |